# Berchemia scandens
Berchemia scandens är en brakvedsväxtart som först beskrevs av John Hill, och fick sitt nu gällande namn av Karl Heinrich Koch. Berchemia scandens ingår i släktet Berchemia och familjen brakvedsväxter. Inga underarter finns listade i Catalogue of Life.

## Bildgalleri

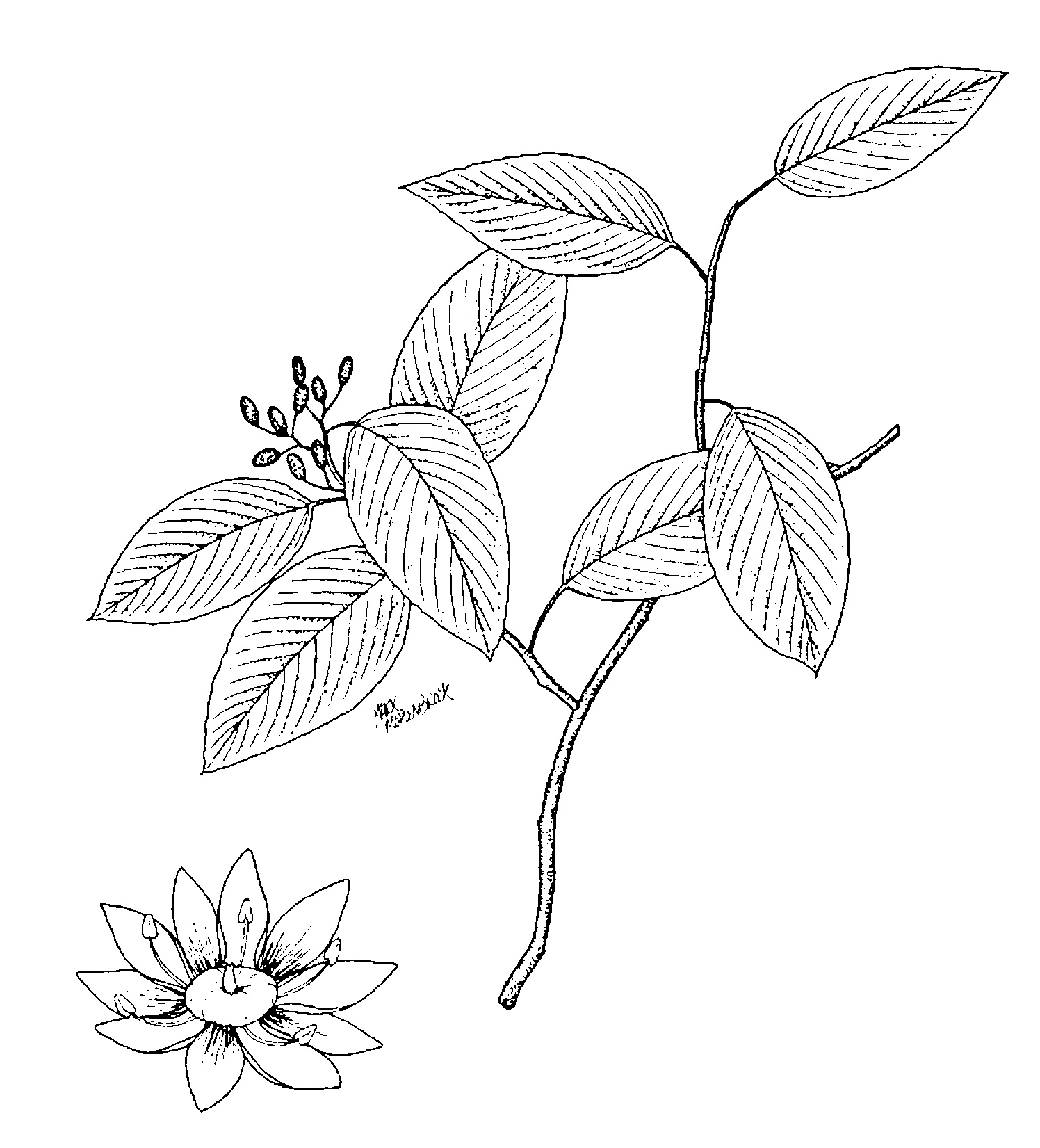